# Cobitis turcica
Cobitis turcica é uma espécie de peixe actinopterígeo da família Cobitidae.
Apenas pode ser encontrada na Turquia.
Os seus habitats naturais são: rios, lagos de água doce, e marismas de água doce.
Esta espécie está ameaçada por perda de habitat.